# Bogoutchany
Bogoutchany (en russe Богучаны, en Evenki Богучан) est un village et le siège administratif du raïon de Bogoutchany dans le kraï de Krasnoïarsk en fédération de Russie.  

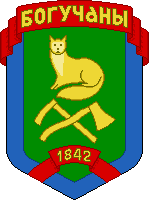

## Géographie

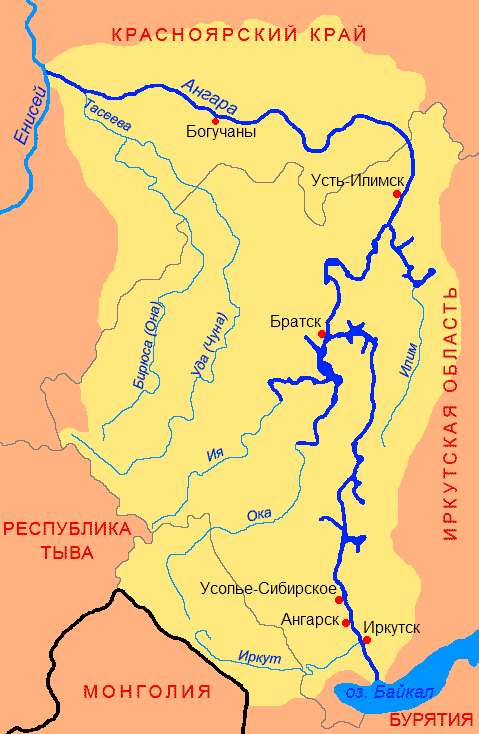

Le village est situé sur la rive gauche du fleuve Angara. Bogoutchany est distant de 586 km de Krasnoïarsk et de 484 km de Bratsk. A vol d'oiseau, la distance depuis Moscou est de 3 509 km et de 4 683 km par la route.

## Histoire

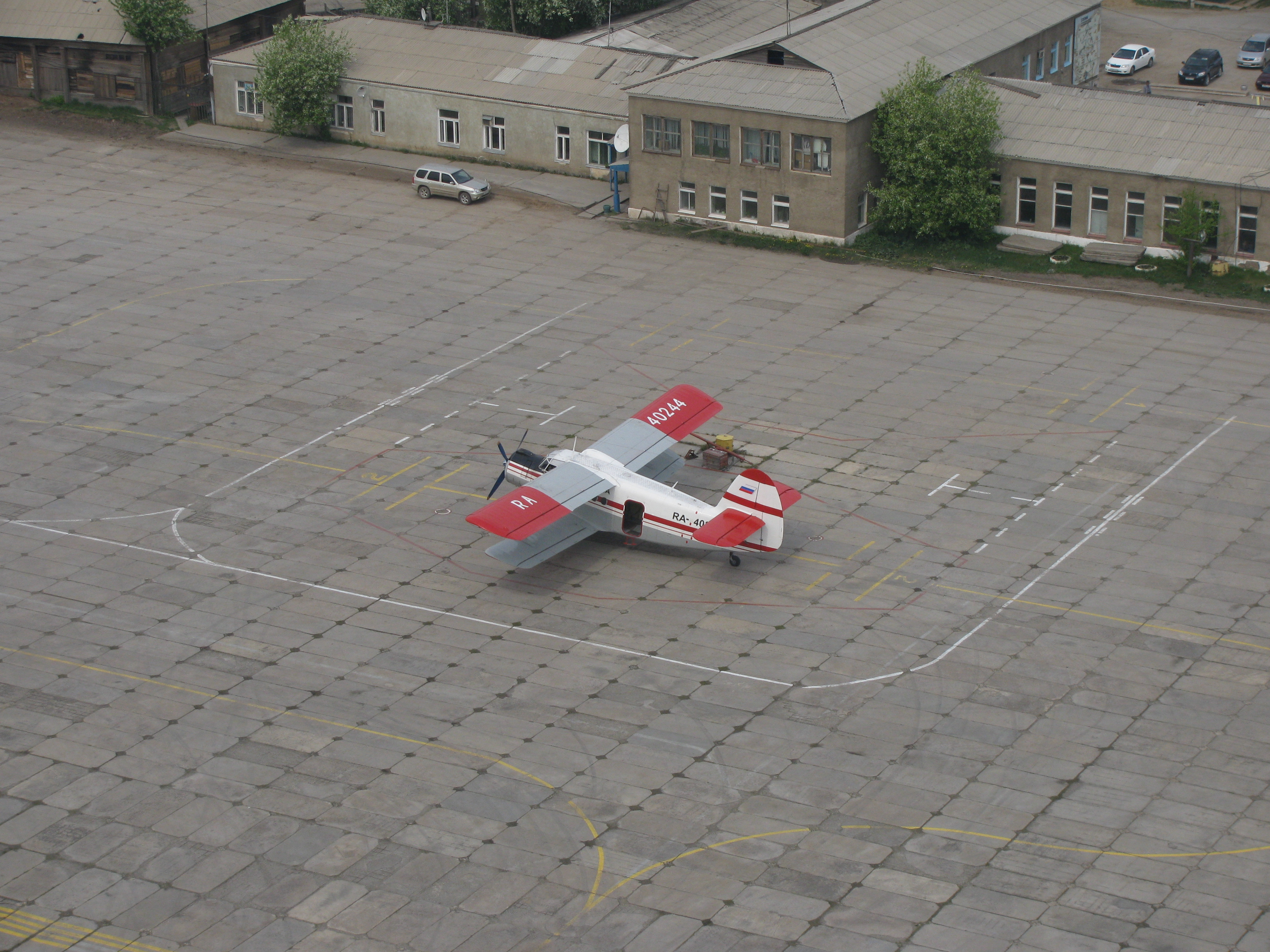
Aéroport de Bogoutchany

Le village a été fondé en 1642. 

## Démographie
| 1939 | 1959 | 1970 | 1979 | 1989  | 2002  | 2010  |
| ---- | ---- | ---- | ---- | ----- | ----- | ----- |
| 2333 | 3843 | 5700 | 9906 | 14433 | 11386 | 11232 |

## Transports
Le village est desservi par l'aéroport de Bogoutchany.

## Sport
Le club de football Angara est dix fois champion du kraï de Krasnoïarsk.

## Climat
Bogoutchany dispose d'un climat subarctique avec des hivers froids et des étés chauds. Les précipitations sont assez faibles, et plus fréquentes de juin à septembre que lors des autres périodes de l'année.